# Ганцева, Марина Юрьевна
Марина Юрьевна Ганцева (4 августа 1962 г.род Павлодар, Казахская ССР, СССР) — актриса театра и кино. Заслуженный деятель Казахстана (2008).

## Биография
- Марина Ганцева родилась 4 августа 1962 год в городе Павлодар.
- Отец - Ганцев Юрий Геннадьевичем, пенсионер, железнодорожник. Мать - Ганцева Тамара Михайловной, пенсионерка, телефонистка.
- В 1982 году поступила в школу-студию при Государственном академическом русском драматическом театре им. М. Ю. Лермонтова по специальности актриса театра, Мастер курса Померанцев, Юрий Борисович.
- В 1996 году окончила актерский факультет академии искусств им. Т. Жургенев по специальности актриса кино.
- с 1984 г. актриса Русский театр драмы имени М. Ю. Лермонтова
- Сын - Ганцев Артём, режиссёр.

## Основные роли на сцене
Данные на 2019 год
- М. Поли - Жижи (Страсти на Лазурном Берегу) - Рэйчел Фоллс;
- И. Горовиц - Однажды в Глостере - Кэтлин;
- М. Лермонтов - Маскарад - Баронесса Штраль;
- Л.-М. Колла - Полная гармония - Мари.

Архив.
Надька в спектакле «Вся надежда» М. Рощина, Марианна – «Мера за меру» У. Шекспира, Анютка - «Власть тьмы» Л. Толстого, Даша - «Факультет ненужных вещей» Ю. Домбровского и Ю. Егорова, Мария – «Звезды на утреннем небе» А. Галина, Маргарита - «Мастер и Маргарита» М. Булгакова, Годл - «Поминальная молитва» Г. Горина, Ирина - «Три сестры» А. Чехова, Фери – «Странная миссис Сэвидж» Д. Патрика, Варвара - «Гроза» А. Островского, Софи – «Моя парижанка» Р. Ламуре, Дженни - «Все в саду» Э. Олби, Корали Верне - «Когда лошадь теряет сознание» Ф. Саган, Жасант - «Мужской род, единственное число» Ж-Ж. Бриккера и М. Ласега, Ольга Петровна - «Нахлебник» И. Тургенева, Леонсия - «Дом, где все кувырком» А. Портеса, Смельская - «Таланты и поклонники» А. Островского, Мелита - «Эзоп» Г. Фигейредо, Люба - «Сети дьявола» Д. Исабекова, Женщина - «Балкон» Е. Аманшаева и «Вальс одиноких» С. Злотникова и другие.

## Награды
- 1994 — Лауреат государственной молодежной премии «Дарын»
- 2002 — Медаль «За трудовое отличие» (Казахстан) (15.12.2002)[1]
- 2008 — Присвоено почетное звание «Заслуженный деятель Республики Казахстана»